# Nezha

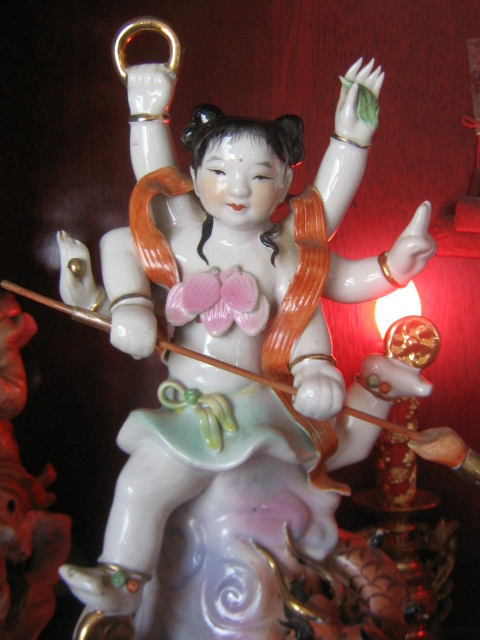
Nezha armé

Pour le prénom arabe, voir Nezha (prénom)
Nezha (chinois : 哪吒) orthographié aussi Nazha, Nazhuo, Natuo, Nata, ou Nuozha, plus connu sous le nom de Nezha Santaizi ou de le Troisième Plus Haut Fils.
Nezha est le troisième fils et l’assistant de Li Jing (李靖, lǐjìng), général de la dynastie Shang déifié et chef de l'armée céleste chargée de mettre à la raison les esprits malfaisants qui contrecarrent les volontés divines et tourmentent les hommes ; Nezha commande lui-même une section de l’armée. Personnalité jeune et rebelle, il était l’un des rares dieux à conserver une certaine faveur officielle en tant que figure culturelle populaire en Chine durant les années 1960 et 70.

## Attributs

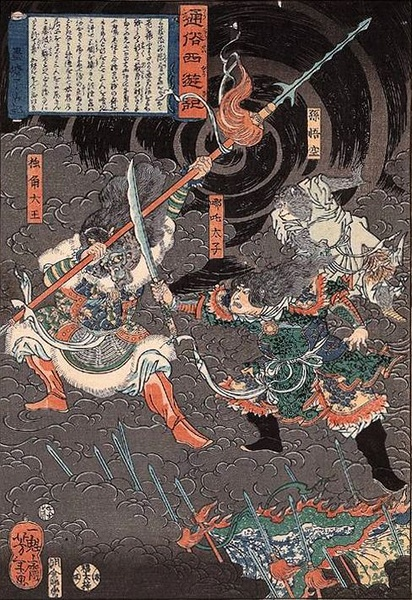
Le Prince Nezha combat le roi démon unicorne, illustration de Tsukioka Yoshitoshi, 1864

Nezha avait tout d'abord l'aspect d'un enfant normal, vêtu juste d'une mousseline rouge, les cheveux coiffés avec deux chignons sur la tête, armé de l'anneau cosmique, le Cercle du Ciel et de la Terre, avec lequel il tua Aobing (敖丙), le fils du Roi-Dragon des Mers de l'Est, Ao Guang (敖廣) et le Ruban du Jour de Brume. Il est également doté d’un tempérament capricieux d’enfant. Après s’être donné la mort, il va renaître sous la forme d'un jeune guerrier au corps de lotus, vêtu d'une armure d'or. Son maître va lui offrir deux roues de feu comme véhicule, placées sous ses pieds et une lance. Il peut se faire pousser jusqu'à 3 têtes et 6 membres supplémentaires. Certains ont proposé que sa figure s’inspire du dieu védique Nalakuvara.
Dans les notes de Pérégrinations vers l'Ouest (西游记, xīyóujì, « Le Voyage en Occident », il est dit qu'il est le garde du corps de Yudi (chinois : 玉帝), l’Empereur de Jade, qu'il mesure environ 20 mètres de haut, qu'il est pourvu de trois têtes, six ou huit bras, neuf yeux et qu'il crache des nuées bleues de sa bouche. Son nom signifierait "Danseur, Mime".
Dans « Xiyouji » il est nommé avec son père pour punir le rebelle Sun Wukong (孫悟空) et reçoit le titre de Dashen Santan (大神三灘), Grande Divinité de l'Assemblée Vaste Comme la Mer aux Trois Estrades (Livre I, Chap. IV, p. 78).
Dans les temples taoïstes, il apparaît souvent avec un visage rébarbatif, revêtu d'une armure antique et armé d’une lance, chevauchant un dragon.

## Mythe
La légende de Nezha est évoquée dans Fengshen Yanyi (封神演义) l'Investiture des dieux. Il naquit après trois ans de grossesse ; sa mère, Yin Shi accoucha d’une boule de chair qui tournait sur elle-même. Lorsque Li Jing accourut à son chevet, il fut effrayé à la vue de cette masse informe qui aurait dû être son fils ; il était furieux et brandit son épée pour la fendre en deux, lorsqu'il entendit pousser un cri. Il entrouvrit délicatement la boule de chair et découvrit à l'intérieur un petit bébé au corps écarlate et au visage maquillé, qui tenait en sa main droite un anneau d'or et qui avait sur son ventre une mousseline rouge ; ses yeux étincelaient d'une lumière dorée. À ce moment-là, l'Immortel Taiyi Zhenren (太乙真人) fit son apparition à la porte et demanda à être reçu, car il savait que l'enfant était né ; il demanda à Li Jing s'il consentirait à ce qu'il devienne son disciple. Comme c'était un honneur et que Li Jing lui-même, ainsi que ses deux autres fils avaient été enseignés par un Immortel, il accepta la proposition avec enthousiasme. une seule chose le terrifiait toutefois : Taiyi Zhenren lui prédit que son fils transgresserait 1 700 fois l'interdiction de tuer à cause de l'heure de sa naissance, située entre 1 h et 3 h du matin.
Ce que Li Jing ignorait, c'est que son fils était la réincarnation de l'immortel Ling Zhuzi (le Sage à la Perle Lumineuse), venu sur terre pour prêter main-forte à l'Immortel Jiang Ziya (姜子牙) dans sa mission de renverser du trône, Zhouwang (紂王) de la Dynastie Yin ou  de la Dynastie Shang (商朝) et y mettre à sa place, Wuwang (chinois : 武王) et créer ainsi la Dynastie des Zhu (chinois : 周朝). le Ciel en avait décidé ainsi et lui, ainsi que tous les grands héros de ce roman allaient avoir un destin hors du commun.
Nezha et Li Jing font aussi plusieurs apparitions dans Le Voyage en Occident.

## Évocation dans les pratiques spirituelles
Une méditation Bhakti dite « de la Perle » ou de Nezha existe, sans que son origine soit clairement définie. Elle vise, pour le pratiquant, à renforcer son aura, son espace intérieur (Chidakasha), sa conscience au monde et aux autres. Nezha y symbolise l'enfant dans l'utérus, l'Homme dans l'univers, la lumière intérieure, le So Ham (« Je suis cela »), premier stade de l'éveil au monde, conduisant à la sagesse, à l'amour de son prochain[réf. nécessaire].